# Le Visage d'un prédateur
Le Visage d'un prédateur (Good Morning, Killer) est un téléfilm américain réalisé par Maggie Greenwald, diffusé le 13 décembre 2011 sur TNT.

## Synopsis
L'agent du FBI Ana Grey est sur les traces d'un kidnappeur.

## Fiche technique
- Titre original : Good Morning, Killer
- Titre français : Le Visage d'un prédateur
- Réalisation : Maggie Greenwald
- Scénario : April Smith (en)
- Photographie : Jon Joffin
- Musique : David Mansfield
- Pays d'origine :  États-Unis
- Langue originale : anglais
- Durée : 90 minutes
- Dates de sortie :
  -  États-Unis : 13 décembre 2011
  -  France : 15 novembre 2013 sur TF1

## Distribution
- Catherine Bell (VF : Clara Borras) : Ana Grey
- Titus Welliver (VF : Jean-Louis Faure) : Mike Donato
- Suleka Mathew (VF : Ivana Coppola) : Barbara Sullivan
- James Jordan : Ray Brennan
- Don Thompson : Galloway
- Ryan McDonald : Jason
- Adrian Holmes (en) (VF : Pierre Tissot) : Kyle Vernon
- Cole Hauser (VF : Boris Rehlinger) : Andrew Berringer
- William Devane : Everett Morgan Gray
- Genevieve Buechner (en) : Juliana
- Serge Houde : Vince
- Wanda Cannon (VF : Coco Noël) : Lynn

Sources et légende : Version française (VF) selon le carton du doublage français.